# Parchovany
Parchovany és un poble i municipi d'Eslovàquia. Es troba a la regió de Košice, a l'est del país.

## Història
La primera referència escrita de la vila data del 1320.

## Demografia
| Godina             | 1994 | 2004   | 2014   | 2024   |
| ------------------ | ---- | ------ | ------ | ------ |
| Nombre de persones | 1752 | 1916   | 1922   | 2001   |
| Diferència         |      | +9,36% | +0,31% | +4,11% |

| Godina             | 2023 | 2024   |
| ------------------ | ---- | ------ |
| Nombre de persones | 1971 | 2001   |
| Diferència         |      | +1,52% |